# Arrêté français du 4 novembre 1993 relatif à la terminologie des noms d'États et de capitales
L’arrêté français du 4 novembre 1993 relatif à la terminologie des noms d'États et de capitales a été publié (avec sa liste annexée) au Journal officiel du 25 janvier 1994. Il abroge l'arrêté du 14 octobre 1985 lui aussi relatif à la terminologie des noms d'États et de capitales.
Une nouvelle « recommandation concernant les noms d’États, d’habitants, de capitales, de sièges diplomatiques ou consulaires (liste établie par le ministère des affaires étrangères et européennes) », élaborée par la Commission générale de terminologie et de néologie (devenue en 2015 la Commission d'enrichissement de la langue française), a été publiée au Journal officiel du 24 septembre 2008. Cette recommandation a été mise à jour par une nouvelle « Recommandation concernant les noms d'États, d'habitants, de capitales, de sièges diplomatiques ou consulaires » publiée au Journal officiel le 21 avril 2019,, qui vient compléter l'arrêté de 1993 qui demeure en vigueur.

## Présentation
L'arrêté du 4 novembre 1993 ou « arrêté Juppé » a été pris conjointement par le ministre des Affaires étrangères Alain Juppé et le ministre de l'Éducation nationale François Bayrou le 4 novembre 1993. Il concerne l'exonymie des toponymes les plus utilisés dans les relations internationales et diplomatiques.
L'arrêté a été pris sous le gouvernement Édouard Balladur (1993-1995), qui a également fait adopter en 1994 la loi Toubon relative à l'emploi de la langue française, nommée d'après le ministre de la culture et de la francophonie, Jacques Toubon.
L'arrêté du 4 novembre 1993 est pris sur avis de la commission de terminologie du ministère des Affaires étrangères, et remplace un arrêté précédent du 14 octobre 1985. Les « recommandations » qu'il contient s'imposent aux fonctionnaires, notamment à ceux du ministère des Affaires étrangères, et répondent aux besoins rencontrés dans les relations internationales (le « nom entier développé » par exemple est toujours mentionné : par exemple, Fédération de Russie).
L'arrêté a bénéficié d'un avis favorable de la Délégation générale à la langue française (DGLF) et du Conseil international de la langue française (CISL).
Les entités non reconnues par la France en 1993 ne figurent pas dans sa Liste annexée :
- la république turque de Chypre du Nord (RTCN) ;
- la Palestine ;
- la république de Macédoine.

Certaines modifications dans les noms de pays ou de capitales, survenues depuis la publication de l'arrêté en 1993, ne sont pas prises en compte dans sa Liste annexée :
- le Zaïre est devenu la république démocratique du Congo ;
- le Kosovo a proclamé son indépendance, reconnue par la France, en 2008 ;
- le Monténégro, le Soudan du Sud et le Timor oriental n'avaient pas encore accédé à l'indépendance ;
- certaines capitales, comme celles de la Birmanie ou des Palaos (Melekeok), ont été déplacées ;
- certains noms longs et régimes politiques ont évolué : « État plurinational de Bolivie » ou « république démocratique fédérale du Népal ».

L'arrêté n'a pas toujours été bien reçu [réf. nécessaire], certains faisant remarquer que l'on aurait privilégié des appellations particulièrement en usage parmi les diplomates. Les formes suivantes ne se sont guère imposées dans l'usage courant depuis 1993 :
- forme désuète Assomption (avec Asuncion en variante sans accent) pour la capitale du Paraguay,
- forme Iraq (avec Irak en variante et Iraquien comme seul gentilé),
- forme Baghdâd donnée en variante de Bagdad,
- République hellénique donné comme seul « nom entier développé » (et Grecs comme seul gentilé) de la Grèce,
- Grande Jamahiriya arabe libyenne populaire et socialiste donné comme seul « nom entier développé » de la Libye,
- Negara Brunei Darussalam donné comme seul « nom entier développé » du Brunei.

D'un autre côté, les points suivants ont sans doute été mieux compris, en conservant la francisation historique des toponymes :
- Pékin est la seule forme indiquée alors que les textes en français provenant de Chine utilisent souvent la forme Beijing,
- Algérie est la seule forme indiquée : pas de forme du type Al-Djazaïr indiquée même en variante.

## Portée
Article 1er :

« La forme et l'orthographe des noms d'États et de capitales inscrits sur la liste annexée au présent arrêté sont recommandées. »

## Principes
L'article 2 définit dix principes retenus par la commission de terminologie du ministère des Affaires étrangères pour le choix des formes recommandées.

### Exonyme
« 1. La forme recommandée pour la désignation des pays et des capitales est la forme française (exonyme) existant du fait de traditions culturelles ou historiques francophones établies. »

### Forme locale
« 2. En l'absence d'exonyme français attesté, on emploiera la forme locale actuellement en usage.
Pour les pays qui n'utilisent pas l'alphabet latin, la graphie recommandée est celle qui résulte d'une translittération ou d'une transcription en caractères latins, conforme à la phonétique française. »

### Diacritiques
« 3. Les noms de pays et de villes étant des noms propres, il est recommandé de respecter la graphie locale en usage, translittérée ou non. On ne portera cependant pas les signes diacritiques particuliers s'ils n'existent pas dans l'écriture du français. »

Il y a 5 diacritiques utilisés en français: l'accent aigu (é) l'accent grave (à, è, ù), l'accent circonflexe (â, ê, î, ô, û), le tréma (ë, ï, ü, voire ÿ - mais aussi ä et ö pour de rares mots étrangers devenus français) et la cédille (ç) avec des restrictions d'emploi (les combinaisons possibles sont indiquées entre parenthèses).
D'où les exemples tirés de la Liste annexée :
Asuncion (capitale du Paraguay) indiqué en variante d'Assomption (mais la forme espagnole Asunción serait contraire à la règle puisque si l'accent aigu existe en français mais pas sur le o) ;
Aboû Dabî (capitale des Émirats arabes unis) admis (en variante d’Abou Dabi) ;
Baghdâd (capitale de l'« Iraq ») admis (en variante de Bagdad) ;
Brasilia (capitale du Brésil) seule indiquée (et non Brasília contraire à la règle puisque l'accent aigu existe en français mais pas sur le i) ;
Chisinau (capitale de la Moldavie) indiqué avec la mention « ex-Kichinev » (Chişinău serait contraire à la règle) ;
Panama (et non Panamá contraire à la règle puisque l'accent aigu existe en français mais pas sur le a) ;
(Ar) Riyâd (capitale de l'Arabie saoudite) admis en variante de Riyad ;
Santa Fe de Bogota (capitale de la Colombie) et sa variante Bogota (et non Santa Fe de Bogotá et Bogotá) ;
Sao Tomé-et-Principe (avec Saint-Thomas-et-l'Ile du Prince en variante) et non São Tomé-et-Príncipe (pas de tilde ni d'accent aigu sur le i en français) ;
Tokyo (capitale du Japon) indiqué sans variante (Tōkyō serait contraire à la règle indiquée ; Tôkyô serait conforme à la règle mais n'est pas mentionné non plus) ; et
Viêt Nam indiqué avec la seule variante Vietnam (Việt Nam serait contraire à la règle).
Par ailleurs, les majuscules initiales ne sont pas accentuées. Cette pratique, contraire aux règles typographiques habituelles, résulte des principes de composition du Journal officiel en 1993 et ne doit donc pas être considérée comme une règle imposée par l'arrêté lui-même. On trouve ainsi Egypte (graphie soignée : Égypte), Emirats arabes unis (graphie soignée : Émirats arabes unis), Equateur (graphie soignée : Équateur), Equato-Guinéen (habitant de la Guinée équatoriale, graphie soignée : Équato-Guinéen), Erythrée (graphie soignée : Érythrée), Etats-Unis (graphie soignée : États-Unis), Ethiopie (graphie soignée : Éthiopie) et Saint-Thomas-et-l'Ile du Prince (graphie soignée : Saint-Thomas-et-l'Île du Prince).

« Quand la graphie locale d'un nom de pays ou de capitale, utilisée en français, ne comporte pas d'accent sur des « e » prononcés « é » ou « è », cette graphie sera conservée en français sans accent ; en revanche, les adjectifs et noms dérivés seront normalement accentués en « é » ou « è » (ex.: « Venezuela », mais « Vénézuélien »). »

Autres exemples tirés de la Liste annexée :
Belize, mais Béliziens ;
Brunei, mais Brunéiens ;
Erevan (capitale de l'Arménie), mais Erévanais (la graphie soignée serait : Érévanais) ;
le Guatemala, mais Guatémaltèque ;
Guatemala (capitale du Guatemala), mais Guatémalien ;
Kenya, mais Kényan ; Liberia, mais Libérien ; Maseru (capitale du Lesotho), mais Masérois ;
Montevideo (capitale de l'Uruguay), mais Montévidéen ;
Nigeria, mais Nigérian ;
Sarajevo (capitale de la Bosnie-Herzégovine) mais Sarajévien ;
et Sierra Leone, mais Sierra-Léonais.
La règle ne s'applique pas dans Buenos Aires (capitale de l'Argentine) et Buenos-Airien parce que l'habitude est bien établie en français de prononcer « Beunozair » et « Beunozairien »[réf. nécessaire] ; ni dans Tel Aviv et Telavivien[réf. nécessaire] parce que, malgré la soudure graphique, la coupure syllabique est « Tel a vi vien » dans la prononciation.
Lesotho et Lesothan (au lieu du Lésothan attendu) est sans explication.
De façon analogue, on peut trouver l'adjonction d'un tréma sur le i : Praia (capitale du Cap-Vert) mais Praïen.

### Trait d'union
« 4. L'emploi des traits d'union dans les noms composés de pays et de capitales obéit aux principes suivants :
— lorsqu'on utilise en français le nom local, la graphie locale est conservée, en général sans trait d'union ; »

Par exemple : Burkina Faso, Costa Rica, Kuala Lumpur (capitale de la Malaisie) et Sierra Leone.
Port d'Espagne (variante Port of Spain, capitale de Trinité-et-Tobago) est aussi dépourvu de trait d'union.
À noter cependant : Addis-Abeba, Dar-es-Salam (capitale économique de la Tanzanie), Oulan-Bator (capitale de la Mongolie), Phnom-Penh, Porto-Novo (capitale administrative du Bénin), et Tel-Aviv.

« — lorsqu'il existe un exonyme français :
—  on portera un trait d'union entre les composants juxtaposés, après un adjectif, après le mot « Saint » et avant et après la conjonction « et » indiquant que plusieurs entités constituent un seul Etat ; »

Exemples tirés de la liste annexée : Antigua-et-Barbuda, Saint-Christophe-et-Niévès (Saint-Kitts-et-Nevis en variante), Saint-Vincent-et-les-Grenadines et Trinité-et-Tobago.

« — on ne portera pas de trait d'union après un article ni devant un adjectif. En vertu de l'usage, le trait d'union sera maintenu pour les quatre pays suivants : Cap-Vert, États-Unis, Pays-Bas et Royaume-Uni. »

On constate dans la liste annexée :
- la disparition des traits d'union entourant l' -et- dans les gentilés : « Antigua-et-Barbuda, mais Antiguais et Barbudiens ;
- l'apparition d'un trait d'union dans le gentilé : « Buenos Aires, mais Buenos-Airien », « Sierra Leone, mais Sierra-Léonais », « Sri Lanka, mais Sri-Lankais » ;
- la disparition par soudure de traits d'union dans les gentilés : « Phnom-Penh, mais Phnompenhois », « Tel-Aviv, mais Telavivien ». Parfois c'est une espace qui disparaît par soudure dans le gentilé : « Costa Rica, mais Costaricain ».

### Îles
« 5. Lorsqu'un État est constitué par une île ou un archipel et que l'usage n'en a pas fixé le genre, de manière apparente ou non, il est recommandé d'utiliser le féminin, singulier ou pluriel selon le cas (exemple : Madagascar, Maurice, les Fidji). »

Mais les Kiribati, archipel, féminin pluriel, et dont la forme originelle vient de l'anglais, au pluriel, (les îles) Gilberts (Islands), est proposé comme étant féminin singulier et sans article.

### Capitale
« 6. Lorsqu'il existe plusieurs villes ayant rang de capitale, celle qui est indiquée en priorité est le siège actuel du gouvernement et/ou des représentations étrangères. »

Ce point 6 intéresse avant tout les diplomates : on note Bonn et Berlin pour l'Allemagne et Tel-Aviv uniquement pour Israël.
Pour les Kiribati, ce n'est pas la capitale qui est indiquée, en ce cas Tarawa-Sud, mais l'atoll sur laquelle elle se situe.

### Gentilé
« 7. La forme recommandée pour la désignation des habitants et les adjectifs dérivés des noms de pays, appelés à être adoptés pour leur usage dans la langue française, se conforme le plus possible aux règles de morphologie, d'orthographe et de prononciation du français, permettant de marquer les variations en genre et en nombre. Il convient de noter qu'il n'a pas toujours été possible de faire figurer de nom recommandé pour les habitants de certaines capitales, en raison de l'absence d'usage français ou francophone en la matière.
8. L'adjectif de nationalité est identique au nom des habitants. La Suisse fait exception à cette règle (nom féminin : « Suissesse », adjectif féminin : « suisse »).
9. L'adjectif de nationalité s'écrit sans majuscule. »

### Variantes
« 10. Des variantes sont mentionnées [dans la Liste annexée] dans les principaux cas de divergences avec les formes recommandées par d'autres institutions publiant des listes analogues (particulièrement O.N.U., A.F.N.O.R., I.N.S.E.E., I.G.N.). »

Aucun organisme de l'Union européenne n'est cité.

### Majuscule et diplomatie
Le problème concerne les mots tels que république, royaume, principauté, grand-duché, union...
L'arrêté Juppé suit implicitement la règle imposant une capitale initiale si ces mots sont complétés par un simple adjectif de nationalité :
- « République française (la). »[note 2]
- « République algérienne démocratique et populaire (la). »

L'arrêté Juppé est implicitement en désaccord avec l'Imprimerie nationale qui dans son Lexique des règles typographiques en usage à l'Imprimerie nationale (qui a un caractère officiel sans avoir de portée réglementaire) indique (s.v. Pays ou États (noms de)) que ces mots s'écrivent entièrement en lettres minuscules s'ils sont précisés par un nom propre :
- « République socialiste du Viêt Nam (la). » mais la république socialiste du Vietnam dans le Lexique
- « Grand-Duché de Luxembourg (le). » mais le grand-duché de Luxembourg dans le Lexique (d'où Grand-duché de Luxembourg en tête de phrase ou de titre)
- « Royaume des Pays-Bas (le). » mais le royaume des Pays-Bas dans le Lexique
- « Principauté de Monaco (la). » mais la principauté de Monaco dans le Lexique
- « Union de Birmanie (l'). » mais l'union de Birmanie dans le Lexique

L'arrêté Juppé et le Lexique s'accordent sur :
- « République fédérale d'Allemagne (la). » et « la République fédérale d'Allemagne (RFA) »,

mais le Lexique y voit une « transcription littérale de la dénomination allemande » consacrée par l'usage. C'est par ce même usage que le Lexique justifie la capitale sur des adjectifs dans les États-Unis (É.-U.) et le Royaume-Uni alors qu'on peut aussi y voir un effet induit par le trait d'union.
Dans son Manuel S. Aslanoff remarque (§ 533.1) à propos des règles traditionnelles exposées dans le Lexique : « De telles graphies pourraient heurter la fierté nationale des intéressés et la courtoisie commande parfois de faire une entorse aux règles typographiques en ajoutant une majuscule au début de la dénomination. » L'arrêté Juppé ne fait donc qu'officialiser cette courtoisie toute diplomatique. Il était difficile de refuser la majuscule initiale à la République fédérale d'Allemagne (invoquer un germanisme n'est guère convaincant) puisque les règles traditionnelles l'accordaient à la République démocratique allemande. L'arrêté Juppé n'étend pas cette courtoisie au-delà de l'initiale : on trouve République algérienne démocratique et populaire sans majuscule à Algérienne par exemple.

## Liste annexée
La liste annexée comprend des astérisques, simples ou doubles, qui renvoient vers la colonne « VARIANTES ».

### Liste annexée ABCDE
Divisions de la Liste annexée : Début ABCDE FGHIJ KLMNO PQRST UVWXYZ Fin.
| PAYS                                    | PAYS                                                  | PAYS                                                        | CAPITALE                 | CAPITALE                                                        | VARIANTES                      |
| Nom usuel du pays (genre)               | Nom entier développé                                  | Habitant(s)                                                 | ou siège du gouvernement | Habitant(s)                                                     | VARIANTES                      |
| --------------------------------------- | ----------------------------------------------------- | ----------------------------------------------------------- | ------------------------ | --------------------------------------------------------------- | ------------------------------ |
| Afghanistan (l'). masculin              | État islamique d'Afghanistan (l').                    | Afghan(s). Afghane(s).                                      | Kaboul.                  | Kaboulien(s). Kaboulienne(s).                                   |                                |
| Afrique du Sud (l'). féminin            | République d'Afrique du Sud (la).                     | Sud-Africain(s). Sud-Africaine(s)                           | Pretoria. Le Cap.        |                                                                 |                                |
| Albanie (l'). féminin                   | République d'Albanie (la).                            | Albanais. Albanaise(s).                                     | Tirana.                  | Tiranais. Tiranaise(s).                                         |                                |
| Algérie (l'). féminin                   | République algérienne démocratique et populaire (la). | Algérien(s). Algérienne(s).                                 | Alger.                   | Algérois. Algéroise(s)                                          |                                |
| Allemagne (l'). féminin                 | République fédérale d'Allemagne (la).                 | Allemand(s). Allemande(s).                                  | Bonn. Berlin.            | Bonnois. Bonnoise(s). Berlinois. Berlinoise(s).                 |                                |
| Andorre (l'). féminin                   | Principauté d'Andorre (la).                           | Andorran(s). Andorrane(s).                                  | Andorre-la-Vieille.      | Andorran(s). Andorrane(s).                                      |                                |
| Angola (l'). masculin                   | République d'Angola (la).                             | Angolais. Angolaise(s).                                     | Luanda.                  | Luandais. Luandaise(s)                                          |                                |
| Antigua-et-Barbuda. féminin             | Antigua-et-Barbuda.                                   | Antiguais et Barbudien(s). Antiguaise(s) et Barbudienne(s). | Saint John's*.           |                                                                 | * Saint-Jean.                  |
| Arabie saoudite (l'). féminin           | Royaume d'Arabie saoudite (le).                       | Saoudien(s). Saoudienne(s).                                 | Riyad*.                  | Riyadien(s) Riyadienne(s).                                      | * Ar Riyâd.                    |
| Argentine (l'). féminin                 | République argentine (la).                            | Argentin(s). Argentine(s).                                  | Buenos Aires.            | Buenos-Airien(s). Buenos-Airienne(s).                           |                                |
| Arménie (l'). féminin                   | République d'Arménie (la).                            | Arménien(s). Arménienne(s).                                 | Erevan.                  | Erévanais. Erévanaise(s).                                       |                                |
| Australie (l'). féminin                 | Australie (l').                                       | Australien(s). Australienne(s).                             | Canberra.                |                                                                 |                                |
| Autriche (l'). féminin                  | République d'Autriche (la).                           | Autrichien(s) Autrichienne(s).                              | Vienne.                  | Viennois. Viennoise(s).                                         |                                |
| Azerbaïdjan (l'). masculin              | République azerbaïdjanaise (la).                      | Azerbaïdjanais. Azerbaïdjanaise(s).                         | Bakou.                   |                                                                 |                                |
| Bahreïn. masculin                       | État de Bahreïn (l').                                 | Bahreïnien(s). Bahreïnienne(s).                             | Manama.                  | Manaméen(s). Manaméenne(s).                                     |                                |
| Bangladesh (le).                        | République populaire du Bangladesh (la).              | Bangladais. Bangladaise(s).                                 | Dacca*.                  |                                                                 | * Dhaka                        |
| Barbade (la).                           | Barbade (la).                                         | Barbadien(s). Barbadienne(s).                               | Bridgetown.              |                                                                 |                                |
| Belgique (la).                          | Royaume de Belgique (le).                             | Belge(s). Belge(s).                                         | Bruxelles.               | Bruxellois. Bruxelloise(s).                                     |                                |
| Belize (le).                            | Belize (le).                                          | Bélizien(s). Bélizienne(s).                                 | Belmopan.                |                                                                 |                                |
| Bénin (le).                             | République du Bénin (le).                             | Béninois. Béninoise(s).                                     | Cotonou. Porto-Novo.     | Cotonois. Cotonoise(s). Porto-Novien(s). Porto-Novienne(s).     |                                |
| Bhoutan (le).                           | Royaume du Bhoutan (le).                              | Bhoutanais. Bhoutanaise(s).                                 | Thimphou.                |                                                                 |                                |
| Biélorussie (la)*.                      | République de Biélorussie (la).                       | Biélorusse(s). Biélorusse(s).                               | Minsk.                   |                                                                 | * Bélarus (le).                |
| Birmanie (la)*.                         | Union de Birmanie (l').                               | Birman(s). Birmane(s).                                      | Rangoun**.               |                                                                 | * Myanmar (le). ** Yangon.     |
| Bolivie (la).                           | République de Bolivie (la).                           | Bolivien(s). Bolivienne(s).                                 | La Paz. Sucre.           | Pacénien(s). Pacénienne(s).                                     |                                |
| Bosnie-Herzégovine (la).                | République de Bosnie-Herzégovine (la).                | Bosniaque(s).                                               | Sarajevo.                | Sarajévien(s) Sarajévien(s).                                    |                                |
| Botswana (le).                          | République du Botswana (la).                          | Botswanéen(s). Botswanéenne(s).                             | Gaborone.                | Gaboronais. Gaboronaise(s).                                     |                                |
| Brésil (le).                            | République fédérative du Brésil (la).                 | Brésilien(s). Brésilienne(s).                               | Brasilia.                | Brasilien(s). Brasilienne(s).                                   |                                |
| Brunei (le).                            | Negara Brunei Darussalam (le).                        | Brunéien(s). Brunéienne(s).                                 | Bandar Seri Begawan.     |                                                                 |                                |
| Bulgarie (la).                          | République de Bulgarie (la).                          | Bulgare(s).                                                 | Sofia.                   | Sofiote(s).                                                     |                                |
| Burkina (le).                           | Burkina Faso (le).                                    | Burkinabè(-)*. Burkinabè(-).                                | Ouagadougou.             | Ouagalais. Ouagalaise(s).                                       | *Burkinais. Burkinaise(s).     |
| Burundi (le).                           | République du Burundi (la).                           | Burundais. Burundais(s).                                    | Bujumbura.               | Bujumburien(s)*. Bujumburienne(s).                              | *Bujumburais. Bujumburaise(s). |
| Cambodge (le).                          | Cambodge (le).                                        | Cambodgien(s). Cambodgiennes(s).                            | Phnom-Penh.              | Phnompenhois. Phnompenhoise(s).                                 |                                |
| Cameroun (le).                          | République du Cameroun (la).                          | Camerounais. Camerounaise(s).                               | Yaoundé.                 | Yaoundéen(s). Yaoundéenne(s).                                   |                                |
| Canada (le).                            | Canada (le).                                          | Canadien(s). Canadienne(s)                                  | Ottawa.                  | Outaouais. Outaouaise(s).                                       |                                |
| Cap-Vert (le).                          | République du Cap-Vert (la).                          | Cap-Verdien(s). Cap-Verdienne(s).                           | Praia.                   | Praïen(s) Praïenne(s)                                           |                                |
| Centrafricaine (la République)*.        | République centrafricaine (la).                       | Centrafricain(s). Centrafricaine(s).                        | Bangui.                  | Banguissois Banguissoise(s).                                    | * R.C.A. (la).                 |
| Chili (le).                             | République du Chili (la).                             | Chilien(s). Chilienne(s).                                   | Santiago.                |                                                                 |                                |
| Chine (la).                             | République populaire de Chine (la).                   | Chinois. Chinoise(s).                                       | Pékin.                   | Pékinois. Pékinoise(s).                                         |                                |
| Chypre. féminin                         | République de Chypre (la).                            | Chypriote(s)*. Chypriote(s).                                | Nicosie.                 | Nicosien(s). Nicosienne(s).                                     | *Cypriote(s). Cypriote(s).     |
| Colombie (la).                          | République de Colombie (la).                          | Colombien(s). Colombienne(s).                               | Santa Fe de Bogota*.     |                                                                 | * Bogota                       |
| Comores (les). féminin                  | République fédérale islamique des Comores (la).       | Comorien(s). Comorienne(s).                                 | Moroni.                  | Moronais. Moronaise(s).                                         |                                |
| Congo (le).                             | République du Congo (la).                             | Congolais. Congolaise(s).                                   | Brazzaville.             | Brazzavillois. Brazzavilloise(s).                               |                                |
| Corée (la République de)*               | République de Corée (la).                             | Sud-Coréen(s). Sud-Coréenne(s)                              | Séoul.                   | Séoulien(s). Séouliennes.                                       | * Corée du Sud (la).           |
| Corée (la République démocratique de)*. | République démocratique de Corée (la).                | Nord-Coréen(s). Nord-Coréenne(s)                            | Pyongyang.               |                                                                 | * Corée du Nord (la).          |
| Costa Rica (le).                        | République du Costa Rica (la).                        | Costaricain(s). Costaricaine(s).                            | San José.                |                                                                 |                                |
| Côte d'Ivoire (la).                     | République de Côte d'Ivoire (la).                     | Ivoirien(s). Ivoirienne(s).                                 | Abidjan. Yamoussoukro.   | Abidjanais. Abidjanaise(s). Yamoussoukrois. Yamoussoukroise(s). |                                |
| Croatie (la).                           | République de Croatie (la).                           | Croate(s). Croate(s)                                        | Zagreb                   | Zagrébois. Zagréboise(s).                                       |                                |
| Cuba. féminin                           | République de Cuba (la).                              | Cubain(s). Cubaine(s).                                      | La Havane.               | Havanais. Havanaise(s).                                         |                                |
| Danemark (le).                          | Royaume de Danemark (le).                             | Danois. Danoise(s).                                         | Copenhague.              | Copenhaguois. Copenhaguoise(s).                                 |                                |
| Djibouti. masculin                      | République de Djibouti (la).                          | Djiboutien(s). Djiboutienne(s).                             | Djibouti.                | Djiboutien(s). Djiboutienne(s).                                 |                                |
| Dominicaine (la République).            | République dominicaine (la).                          | Dominicain(s). Dominicaine(s).                              | Saint-Domingue.          | Saint-Dominguois. Saint-Dominguoise(s).                         |                                |
| Dominique (la).                         | Commonwealth de Dominique (le).                       | Dominiquais. Dominiquaise(s).                               | Roseau.                  |                                                                 |                                |
| Égypte (l'). féminin                    | République arabe d'Égypte (la).                       | Egyptien(s). Egyptienne(s).                                 | Le Caire                 | Cairote(s).                                                     |                                |
| Émirats arabes unis (les).              | Émirats arabes unis (les).                            | Emirien(s). Emirienne(s).                                   | Abou Dabi*               |                                                                 | * Aboû Dabî                    |
| Équateur (l'). masculin                 | République de l'Équateur (la).                        | Equatorien(s). Equatorienne(s).                             | Quito                    | Quiténien(s). Quiténienne(s).                                   |                                |
| Érythrée (l'). féminin                  | République d'Érythrée (la).                           | Erythréen(s). Erythréenne(s).                               | Asmara.                  |                                                                 |                                |
| Espagne (l'). féminin                   | Royaume d'Espagne (le).                               | Espagnol(s). Espagnole(s).                                  | Madrid.                  | Madrilène(s).                                                   |                                |
| Estonie (l'). féminin                   | République d'Estonie (le).                            | Estonien(s). Estonienne(s).                                 | Tallinn.                 |                                                                 |                                |
| États-Unis (les).                       | États-Unis d’Amérique (les).                          | Américain(s). Américaine(s).                                | Washington.              | Washingtonien(s). Washingtonienne(s).                           |                                |
| Éthiopie (l'). féminin                  | République d'Éthiopie (la).                           | Éthiopien(s). Éthiopienne(s).                               | Addis-Abeba.             |                                                                 |                                |

### Liste annexée FGHIJ
Divisions de la Liste annexée : Début ABCDE FGHIJ KLMNO PQRST UVWXYZ Fin.
| PAYS                      | PAYS                                   | PAYS                                    | CAPITALE                 | CAPITALE                                    | VARIANTES                  |
| Nom usuel du pays (genre) | Nom entier développé                   | Habitant(s)                             | ou siège du gouvernement | Habitant(s)                                 | VARIANTES                  |
| ------------------------- | -------------------------------------- | --------------------------------------- | ------------------------ | ------------------------------------------- | -------------------------- |
| Fidji (les). féminin      | République des Fidji (la).             | Fidjien(s). Fidjienne(s).               | Suva.                    |                                             |                            |
| Finlande (la).            | République de Finlande (la).           | Finlandais. Finlandaise(s).             | Helsinki.                | Helsinkien(s). Helsinkienne(s).             |                            |
| France (la).              | République française (la).             | Français. Française(s).                 | Paris.                   | Parisien(s). Parisienne(s).                 |                            |
| Gabon (le).               | République gabonaise (la).             | Gabonais. Gabonaise(s).                 | Libreville.              | Librevillois. Librevilloise(s).             |                            |
| Gambie (la).              | République de Gambie (la).             | Gambien(s). Gambienne(s).               | Banjul.                  | Banjulais. Banjulaise(s).                   |                            |
| Géorgie (la).             | République de Géorgie (la).            | Géorgien(s). Géorgienne(s).             | Tbilissi.                |                                             |                            |
| Ghana (le).               | République du Ghana (la).              | Ghanéen(s). Ghanéenne(s).               | Accra.                   | Accréen(s). Accréenne(s).                   |                            |
| Grèce (la).               | République hellénique (la).            | Grec(s). Grecque(s).                    | Athènes.                 | Athénien(s). Athénienne(s).                 |                            |
| Grenade (la).             | Grenade (la).                          | Grenadiens(s). Grenadienne(s).          | Saint-Georges.           |                                             |                            |
| Guatemala (le).           | République du Guatemala (la).          | Guatémaltèque(s).                       | Guatemala.               | Guatémalien(s). Guatémalienne(s).           |                            |
| Guinée (la).              | République de Guinée (la).             | Guinéen(s). Guinéenne(s).               | Conakry.                 |                                             |                            |
| Guinée-Bissao* (la).      | République de Guinée-Bissao (la).      | Bissao-Guinéen(s). Bissao-Guinéenne(s). | Bissao**.                | Bissalien(s). Bissalienne(s).               | * Guinée-Bissau. ** Bissau |
| Guinée équatoriale (la).  | République de Guinée équatoriale (la). | Equato-Guinéen(s). Equato-Guinéenne(s). | Malabo.                  | Malabéen(s). Malabéenne(s).                 |                            |
| Guyana (le).              | République coopérative de Guyana (la). | Guyanien(s). Guyanienne(s).             | Georgetown.              |                                             |                            |
| Haïti. masculin           | République d'Haïti (la).               | Haïtien(s). Haïtienne(s).               | Port-au-Prince.          | Port-au-Princien(s). Port-au-Princienne(s). |                            |
| Honduras (le).            | République du Honduras (la).           | Hondurien(s). Hondurienne(s).           | Tegucigalpa.             |                                             |                            |
| Hongrie (la).             | République de Hongrie (la).            | Hongrois. Hongroise(s).                 | Budapest.                | Budapestois. Budapestoise(s).               |                            |
| Inde (l'). féminin        | République de l'Inde (la).             | Indien(s). Indienne(s).                 | New Delhi.               |                                             |                            |
| Indonésie (l'). féminin   | République d'Indonésie (la).           | Indonésien(s). Indonésienne(s).         | Jakarta.                 | Jakartanais. Jakartanaise(s).               |                            |
| Iran (l'). masculin       | République islamique d'Iran (la).      | Iranien(s). Iranienne(s).               | Téhéran.                 | Téhéranais. Téhéranaise(s).                 |                            |
| Iraq* (l'). masculin      | République d'Iraq (la).                | Iraquien(s). Iraquienne(s).             | Bagdad**.                | Bagdadien(s). Bagdadienne(s)                | * Irak. ** Baghdâd         |
| Irlande (l'). féminin     | République d'Irlande (la).             | Irlandais. Irlandaise(s).               | Dublin.                  | Dublinois. Dublinoise(s)                    |                            |
| Islande (l'). féminin     | République d'Islande (la).             | Islandais. Islandaise(s).               | Reykjavik.               |                                             |                            |
| Israël. masculin          | État d'Israël (l').                    | Israélien(s). Israélienne(s).           | Tel-Aviv.                | Telavivien(s). Telavivienne(s).             |                            |
| Italie (l'). féminin      | République italienne (la).             | Italien(s). Italienne(s).               | Rome.                    | Romain(s). Romaine(s).                      |                            |
| Jamaïque (la).            | Jamaïque (la).                         | Jamaïquain(s). Jamaïquaine(s).          | Kingston.                |                                             |                            |
| Japon (le).               | Japon (le).                            | Japonais. Japonaise(s).                 | Tokyo.                   | Tokyote(s)*. Tokyote(s)                     | *Tokyoïte(s). Tokyoïte(s)  |
| Jordanie (la).            | Royaume hachémite de Jordanie (le).    | Jordanien(s). Jordanienne(s).           | Amman.                   |                                             |                            |

### Liste annexée KLMNO
Divisions de la Liste annexée : Début ABCDE FGHIJ KLMNO PQRST UVWXYZ Fin.
| PAYS                       | PAYS                                                           | PAYS                                    | CAPITALE                 | CAPITALE                              | VARIANTES                                 |
| Nom usuel du pays (genre)  | Nom entier développé                                           | Habitant(s)                             | ou siège du gouvernement | Habitant(s)                           | VARIANTES                                 |
| -------------------------- | -------------------------------------------------------------- | --------------------------------------- | ------------------------ | ------------------------------------- | ----------------------------------------- |
| Kazakhstan (le).           | République du Kazakhstan (la).                                 | Kazakh(s). Kazakhe(s).                  | Alma-Ata.                |                                       |                                           |
| Kenya (le).                | République du Kenya (la).                                      | Kényan(s). Kényane(s).                  | Nairobi.                 | Nairobien(s). Nairobienne(s).         |                                           |
| Kirghizistan* (le).        | République du Kirghizistan (la).                               | Kirghiz. Kirghize(s).                   | Bichkek**.               |                                       | * Kirghizie (la). ** ex-Frounzé.          |
| Kiribati. féminin          | République de Kiribati (la).                                   | Kiribatien(s). Kiribatienne(s).         | Tarawa.                  |                                       |                                           |
| Koweït (le).               | État du Koweït (l').                                           | Koweïtien(s). Koweïtienne(s).           | Koweït.                  | Koweïtien(s). Koweïtienne(s).         |                                           |
| Laos (le).                 | République démocratique populaire lao (la).                    | Laotien(s). Laotienne(s).               | Vientiane.               | Vientianais. Vientianaise(s).         |                                           |
| Lesotho (le).              | Royaume du Lesotho (le).                                       | Lesothan(s). Lesothane(s).              | Maseru.                  | Masérois. Maséroise(s).               |                                           |
| Lettonie (la).             | République de Lettonie (la).                                   | Letton(s). Lettone(s).                  | Riga.                    |                                       |                                           |
| Liban (le).                | République libanaise (la).                                     | Libanais. Libanaise(s).                 | Beyrouth.                | Beyrouthin(s). Beyrouthine(s).        |                                           |
| Liberia (le).              | République du Liberia (la).                                    | Libérien(s). Libérienne(s).             | Monrovia.                | Monrovien(s). Monrovienne(s).         |                                           |
| Libye (la).                | Grande Jamahiriya arabe libyenne populaire et socialiste (la). | Libyen(s). Libyenne(s).                 | Tripoli.                 | Tripolitain(s). Tripolitaine(s).      |                                           |
| Liechtenstein (le).        | Principauté de Liechtenstein (la).                             | Liechtensteinois. Liechtensteinoise(s). | Vaduz.                   |                                       |                                           |
| Lituanie (la).             | République de Lituanie (la).                                   | Lituanien(s). Lituanienne(s).           | Vilnius.                 |                                       |                                           |
| Luxembourg (le).           | Grand-Duché de Luxembourg (le).                                | Luxembourgeois. Luxembourgeoise(s).     | Luxembourg.              | Luxembourgeois. Luxembourgeoise(s).   |                                           |
| Madagascar. féminin        | République de Madagascar (la).                                 | Malgache(s).                            | Antananarivo*.           | Tananarivien(s). Tananarivienne(s).   | * Tananarive.                             |
| Malaisie (la).             | Malaisie (la).                                                 | Malaisien(s). Malaisienne(s).           | Kuala Lumpur.            |                                       |                                           |
| Malawi (le).               | République du Malawi (la).                                     | Malawien(s). Malawienne(s).             | Lilongwe.                | Lilongwais. Lilongwaise(s).           |                                           |
| Maldives (les).            | République des Maldives (la).                                  | Maldivien(s). Maldivienne(s).           | Malé.                    |                                       |                                           |
| Mali (le).                 | République du Mali (la).                                       | Malien(s). Malienne(s).                 | Bamako.                  | Bamakois. Bamakoise(s).               |                                           |
| Malte. féminin             | République de Malte (la).                                      | Maltais. Maltaise(s).                   | La Valette.              |                                       |                                           |
| Maroc (le).                | Royaume du Maroc (le).                                         | Marocain(s). Marocaine(s).              | Rabat.                   | (1).                                  | (1) Rabati (inv.) (forme locale en usage) |
| Marshall (les îles).       | République des îles Marshall (la).                             | Marshallais. Marshallaise(s).           | Majuro.                  |                                       |                                           |
| Maurice. féminin           | République de Maurice (la).                                    | Mauricien(s). Mauricienne(s).           | Port-Louis.              | Port-Louisien(s). Port-Louisienne(s). |                                           |
| Mauritanie (la).           | République islamique de Mauritanie (la).                       | Mauritanien(s). Mauritanienne(s).       | Nouakchott.              | Nouakchottois. Nouakchottoise(s).     |                                           |
| Mexique (le).              | États-Unis du Mexique (les).                                   | Mexicain(s). Mexicaine(s).              | Mexico.                  |                                       |                                           |
| Micronésie (la).           | États fédérés de Micronésie (les).                             | Micronésien(s). Micronésienne(s).       | Palikir.                 |                                       |                                           |
| Moldavie* (la).            | République de Moldavie (la).                                   | Moldave(s).                             | Chisinau**.              |                                       | * Moldova. ** ex-Kichinev.                |
| Monaco. masculin           | Principauté de Monaco (la).                                    | Monégasque(s).                          | Monaco.                  | Monégasque(s).                        |                                           |
| Mongolie (la).             | Mongolie (la).                                                 | Mongol(s). Mongole(s).                  | Oulan-Bator.             |                                       |                                           |
| Mozambique (le).           | République du Mozambique (la).                                 | Mozambicain(s). Mozambicaine(s).        | Maputo.                  | Maputais. Maputaise(s).               |                                           |
| Namibie (la).              | République de Namibie (la).                                    | Namibien(s). Namibienne(s).             | Windhoek.                |                                       |                                           |
| Nauru. féminin             | République de Nauru (la).                                      | Nauruan(s). Nauruane(s).                | Yaren.                   |                                       |                                           |
| Népal (le).                | Royaume du Népal (le).                                         | Népalais. Népalaise(s).                 | Katmandou.               |                                       |                                           |
| Nicaragua (le).            | République du Nicaragua (la).                                  | Nicaraguayen(s). Nicaraguayenne(s).     | Managua.                 | Managuayen(s). Managuayenne(s).       |                                           |
| Niger (le).                | République du Niger (la).                                      | Nigérien(s). Nigérienne(s).             | Niamey.                  | Niaméen(s). Niaméenne(s).             |                                           |
| Nigeria (le).              | République fédérale du Nigeria (la).                           | Nigérian(s). Nigériane(s).              | Lagos.                   | Lagotien(s). Lagotienne(s).           |                                           |
| Norvège (la).              | Royaume de Norvège (le).                                       | Norvégien(s). Norvégienne(s).           | Oslo.                    |                                       |                                           |
| Nouvelle-Zélande (la).     | Nouvelle-Zélande (la).                                         | Néo-Zélandais. Néo-Zélandaise(s).       | Wellington.              |                                       |                                           |
| Oman. masculin             | Sultanat d'Oman (le).                                          | Omanais. Omanaise(s).                   | Mascate*.                | Mascatais. Mascataise(s).             | * Masqat.                                 |
| Ouganda (l'). masculin     | République de l'Ouganda (la).                                  | Ougandais. Ougandaise(s).               | Kampala.                 | Kampalais. Kampalaise(s).             |                                           |
| Ouzbékistan (l'). masculin | République d'Ouzbékistan (la).                                 | Ouzbek(s). Ouzbèke(s).                  | Tachkent.                |                                       |                                           |

### Liste annexée PQRST
Divisions de la Liste annexée : Début ABCDE FGHIJ KLMNO PQRST UVWXYZ Fin.
| PAYS                                      | PAYS                                                      | PAYS                                                                   | CAPITALE                 | CAPITALE                                                          | VARIANTES                                                          |
| Nom usuel du pays (genre)                 | Nom entier développé                                      | Habitant(s)                                                            | ou siège du gouvernement | Habitant(s)                                                       | VARIANTES                                                          |
| ----------------------------------------- | --------------------------------------------------------- | ---------------------------------------------------------------------- | ------------------------ | ----------------------------------------------------------------- | ------------------------------------------------------------------ |
| Pakistan (le).                            | République islamique du Pakistan (la).                    | Pakistanais. Pakistanaise(s).                                          | Islamabad.               |                                                                   |                                                                    |
| Panama (le).                              | République du Panama (la).                                | Panaméen(s). Panaméenne(s).                                            | Panama.                  |                                                                   |                                                                    |
| Papouasie-Nouvelle-Guinée (la).           | Papouasie-Nouvelle-Guinée (la).                           | Papouan(s)-Néo-Guinéen(s). Papouane(s)-Néo-Guinéenne(s).               | Port Moresby.            |                                                                   |                                                                    |
| Paraguay (le).                            | République du Paraguay (la).                              | Paraguayen(s). Paraguayenne(s).                                        | Assomption*.             |                                                                   | * Asuncion.                                                        |
| Pays-Bas (les).                           | Royaume des Pays-Bas (le).                                | Néerlandais. Néerlandaise(s).                                          | La Haye Amsterdam.       | Haguenois. Haguenoise(s). Amstellodamien(s). Amstellodamienne(s). |                                                                    |
| Pérou (le).                               | République du Pérou (la).                                 | Péruvien(s). Péruvienne(s).                                            | Lima.                    | Liménien(s). Liménienne(s).                                       |                                                                    |
| Philippines (les). féminin                | République des Philippines (la).                          | Philippin(s). Philippine(s).                                           | Manille.                 | Manillais. Manillaise(s).                                         |                                                                    |
| Pologne (la).                             | République de Pologne (la).                               | Polonais. Polonaise(s).                                                | Varsovie.                | Varsovien(s). Varsovienne(s).                                     |                                                                    |
| Portugal (le).                            | République portugaise (la).                               | Portugais. Portugaise(s).                                              | Lisbonne.                | Lisbonnin(s). Lisbonnines(s).                                     |                                                                    |
| Qatar (le).                               | État du Qatar (l').                                       | Qatarien(s). Qatarienne(s).                                            | Doha.                    |                                                                   |                                                                    |
| Roumanie (la).                            | Roumanie (la).                                            | Roumain(s). Roumaine(s).                                               | Bucarest.                | Bucarestois. Bucarestoise(s).                                     |                                                                    |
| Royaume-Uni (le).                         | Royaume-Uni de Grande-Bretagne et d'Irlande du Nord (le). | Britannique(s).                                                        | Londres.                 | Londonien(s). Londonienne(s).                                     |                                                                    |
| Russie (la).                              | Fédération de Russie (la).                                | Russe(s).                                                              | Moscou.                  | Moscovite(s).                                                     |                                                                    |
| Rwanda (le).                              | République rwandaise (la).                                | Rwandais). Rwandaise(s).                                               | Kigali.                  | Kigalois*. Kigaloise(s).                                          | * Kigalien(s). Kigalienne(s).                                      |
| Saint-Christophe-et-Niévès*. masculin     | Fédération de Saint-Christophe-et-Niévès (la).            | Kittitien(s) et Névicien(s)**. Kittitienne(s) et Névicienne(s).        | Basseterre.              |                                                                   | * Saint-Christophe-et-Niévès. ** Saint-Kittois. Saint-Kittoise(s). |
| Sainte-Lucie. féminin                     | Sainte-Lucie.                                             | Saint-Lucien(s). Saint-Lucienne(s)                                     | Castries.                |                                                                   |                                                                    |
| Saint-Marin. masculin                     | République de Saint-Marin. (la)                           | Saint-Marinais. Saint-Marinaise(s).                                    | Saint-Marin.             | Saint-Marinais. Saint-Marinaise(s).                               |                                                                    |
| Saint-Siège (le)*.                        | État de la Cité du Vatican. (l')                          |                                                                        |                          |                                                                   | * Vatican (le).                                                    |
| Saint-Vincent-et-les-Grenadines*. féminin | Saint-Vincent-et-les-Grenadines.                          | Saint-Vincentais et Grenadin(s)** Saint-Vincentaise(s) et Grenadine(s) | Kingstown.               |                                                                   | * Saint-Vincent. ** Saint-Vincentais. Saint-Vincentaise(s)         |
| Salomon (les Iles).                       | Iles Salomon (les).                                       | Salomonais*. Salomonaise(s).                                           | Honiara.                 |                                                                   | * Salomonien(s). Salomonienne(s).                                  |
| Salvador (le)*.                           | République du Salvador (la).                              | Salvadorien(s). Salvadorienne(s).                                      | San Salvador.            |                                                                   | * El Salvador.                                                     |
| Samoa occidentales (les)*.                | État indépendant des Samoa occidentales (l').             | Samoan(s). Samoane(s).                                                 | Apia.                    |                                                                   | * Samoa (les).                                                     |
| Sao Tomé-et-Principe*. masculin           | République démocratique de Sao Tomé-et-Principe (la).     | Santoméen(s) Santoméenne(s).                                           | Sao Tomé-et-Principe.    | Santoméen(s) Santoméenne(s).                                      | * Saint-Thomas-et-l'Ile du Prince.                                 |
| Sénégal (le).                             | République du Sénégal (la).                               | Sénégalais Sénégalaise(s).                                             | Dakar.                   | Dakarois(s) Dakaroises(s).                                        |                                                                    |
| Seychelles (les).                         | République des Seychelles (la).                           | Seychellois Seychelloise(s).                                           | Victoria.                |                                                                   |                                                                    |
| Sierra Leone (la).                        | République de Sierra Leone (la).                          | Sierra-Léonais*. Sierra-Léonaise(s).                                   | Freetown.                |                                                                   | * Sierra-Léonien(s)*. Sierra-Léonienne(s).                         |
| Singapour. féminin                        | République de Singapour (la).                             | Singapourien(s). Singapourienne(s).                                    | Singapour.               | Singapourien(s). Singapourienne(s).                               |                                                                    |
| Slovaquie (la).                           | République slovaque (la).                                 | Slovaque(s).                                                           | Bratislava.              |                                                                   |                                                                    |
| Slovénie (la).                            | République de Slovénie (la).                              | Slovène(s).                                                            | Ljubljana.               |                                                                   |                                                                    |
| Somalie (la).                             | Somalie (la).                                             | Somalien(s). Somalienne(s).                                            | Mogadiscio*.             |                                                                   | * Muqdisho.                                                        |
| Soudan (le).                              | République du Soudan (la).                                | Soudanais. Soudanaise(s).                                              | Khartoum.                | Khartoumais. Khartoumaise(s).                                     |                                                                    |
| Sri Lanka (le).                           | République démocratique socialiste de Sri Lanka (la).     | Sri-Lankais. Sri-Lankaise(s).                                          | Colombo.                 |                                                                   |                                                                    |
| Suède (la).                               | Royaume de Suède (le).                                    | Suédois. Suédoise(s).                                                  | Stockholm.               | Stockholmois. Stockholmoise(s).                                   |                                                                    |
| Suisse (la).                              | Confédération suisse (la).                                | Suisse(s). Suissesse(s) (1).                                           | Berne.                   | Bernois. Bernoise(s).                                             | (1) adjectif féminin : suisse(s).                                  |
| Suriname* (le).                           | République du Suriname (la).                              | Surinamais. Surinamaise(s).                                            | Paramaribo.              |                                                                   | * Surinam.                                                         |
| Swaziland (le).                           | Royaume du Swaziland (le).                                | Swazi(s). Swazie(s).                                                   | Mbabane.                 | Mbabanais. Mbabanaise(s).                                         |                                                                    |
| Syrie (la).                               | République arabe syrienne (la).                           | Syrien(s). Syrienne(s).                                                | Damas.                   | Damascène(s).                                                     |                                                                    |
| Tadjikistan (le).                         | République du Tadjikistan (la).                           | Tadjik(s). Tadjike(s).                                                 | Douchanbé.               | Douchanbéen(s). Douchanbéenne(s).                                 |                                                                    |
| Tanzanie (la).                            | République unie de Tanzanie (la).                         | Tanzanien(s). Tanzanienne(s).                                          | Dar-es-Salam. Dodoma.    | Dodomais. Dodomaise(s).                                           |                                                                    |
| Tchad (le).                               | République du Tchad (la).                                 | Tchadien(s). Tchadienne(s).                                            | Ndjamena.                | Ndjaménais *. Ndjaménaise(s).                                     | * Ndjaménois). Ndjaménoise(s).                                     |
| Tchèque (la République).                  | République tchèque (la).                                  | Tchèque(s).                                                            | Prague.                  | Praguois. Praguoise(s).                                           |                                                                    |
| Thaïlande (la).                           | Royaume de Thaïlande (le).                                | Thaïlandais. Thaïlandaise(s).                                          | Bangkok.                 | Bangkokien(s). Bangkokienne(s).                                   |                                                                    |
| Togo (le).                                | République togolaise (la).                                | Togolais. Togolaise(s).                                                | Lomé.                    | Loméen(s). Loméenne(s).                                           |                                                                    |
| Tonga (les). féminin                      | Royaume des Tonga (le).                                   | Tonguien(s). Tonguienne(s).                                            | Nuku'alofa.              |                                                                   |                                                                    |
| Trinité-et-Tobago (la).                   | République de Trinité-et-Tobago (la).                     | Trinidadien(s). Trinidadienne(s).                                      | Port d'Espagne*.         |                                                                   | * Port of Spain.                                                   |
| Tunisie (la).                             | République tunisienne (la).                               | Tunisien(s). Tunisienne(s).                                            | Tunis.                   | Tunisois. Tunisoise(s).                                           |                                                                    |
| Turkménistan (le)*.                       | Turkménistan (le).                                        | Turkmène(s).                                                           | Achkhabad.               |                                                                   | * Turkménie (la).                                                  |
| Turquie (la).                             | République turque (la).                                   | Turc(s). Turque(s).                                                    | Ankara.                  | Ankarais. Ankaraise(s).                                           |                                                                    |
| Tuvalu. masculin                          | Tuvalu.                                                   | Tuvaluan(s). Tuvaluane(s).                                             | Funafuti.                |                                                                   |                                                                    |

### Liste annexée UVWXYZ
Divisions de la Liste annexée : Début ABCDE FGHIJ KLMNO PQRST UVWXYZ Fin.
| PAYS                            | PAYS                                    | PAYS                              | CAPITALE                 | CAPITALE                          | VARIANTES  |
| Nom usuel du pays (genre)       | Nom entier développé                    | Habitant(s)                       | ou siège du gouvernement | Habitant(s)                       | VARIANTES  |
| ------------------------------- | --------------------------------------- | --------------------------------- | ------------------------ | --------------------------------- | ---------- |
| Ukraine (l'). féminin           | Ukraine (l').                           | Ukrainien(s). Ukrainienne(s).     | Kiev.                    | Kiévain(s). Kiévaine(s).          |            |
| Uruguay (l'). masculin          | République orientale de l'Uruguay (l'). | Uruguayen(s). Uruguayenne(s).     | Montevideo.              | Montévidéen(s). Montévidéenne(s). |            |
| Vanuatu. masculin               | République de Vanuatu (la).             | Vanuatuan(s). Vanuatuane(s).      | Port-Vila.               | Port-Vilais. Port-Vilaise(s).     |            |
| Vatican (le). (cf. Saint-Siège) |                                         |                                   |                          |                                   |            |
| Venezuela (le).                 | République du Venezuela (la).           | Vénézuélien(s). Vénézuélienne(s). | Caracas                  | Caracassien(s). Caracassienne(s). |            |
| Viêt Nam* (le).                 | République socialiste du Viêt Nam (la). | Vietnamien(s). Vietnamienne(s).   | Hanoï.                   | Hanoïen(s). Hanoïenne(s).         | * Vietnam. |
| Yémen (le).                     | République du Yémen (la).               | Yéménite(s).                      | Sanaa.                   |                                   |            |
| Yougoslavie (la).               | Yougoslavie (la).                       | Yougoslave(s).                    | Belgrade.                | Belgradois. Belgradoise(s).       |            |
| Zaïre (le).                     | République du Zaïre (la).               | Zaïrois. Zaïroise(s).             | Kinshasa.                | Kinois. Kinoise(s).               |            |
| Zambie (la).                    | République de Zambie (la).              | Zambien(s). Zambienne(s).         | Lusaka.                  | Lusakois. Lusakoise(s).           |            |
| Zimbabwe (le).                  | République du Zimbabwe (la).            | Zimbabwéen(s). Zimbabwéenne(s).   | Harare.                  | Hararais. Hararaise(s).           |            |

### Liste annexée Fin
Divisions de la Liste annexée : Début ABCDE FGHIJ KLMNO PQRST UVWXYZ Fin.